# John Filippi
John Filippi (Bastia, 1995. február 25. –) francia autóversenyző.

## Pályafutása

### A kezdetek
2007-től egészen 2011-ig nemzetközi gokartos szériákban indult, majd két évig a VdeV együléses versenysorozatban szerepelt, amelyet aztán 2013-ban meg is tudott nyerni.

### Túraautó-világbajnokság
A 2014-es túraautó-világbajnoki mezőnyben a legfiatalabb versenyző volt a maga 19 évével. A Campos Racingnek köszönhetően kapott lehetőséget, amely csapat egyik TC2-es SEAT Leónját vezette. A Marokkói nagydíjon a második versenyen 8. lett. 2015-ben átült egy TC1-es Chevrolet-be, ahol legjobb eredménye szintén egy 8. hely volt. 2016-ban kétszer is sikerült megszereznie a fordított rajtrácsos a pole-t, ám sem Argentínában, sem Kínában nem tudta komolyabb eredményre váltani. A végelszámolásban csupán 18. lett 9 pontot gyűjtve. Az  függetleneknek kiírt WTCC Trophyban pedig az 5. helyen végzett. 2017-ben a Sébastien Loeb Racing versenyzőjeként indul a bajnokságban. Ebben az idényben már többször szerzett pontot, összesen tizenkét alkalommal, ennek megfelelően 12. lett 48 ponttal, amivel elérte a túraautó-világbajnoki legjobb összetett béli helyezését.

### Túraautó-világkupa
2018-ra a WTCC és a TCR nemzetközi sorozat összeolvadt egy egységes bajnoksággá, itt a korábbi csapata, a Campos Racing versenyzője lett. Az éve korántsem alakult jól, ugyanis csupán háromszor ért be pontszerző pozícióban, amelyek közül a legjobb egy 5. hely volt a Szlovákiából.

### TCR Európa-kupa
2019-re kiszorult a Világkupa mezőnyéből, mert a Campos elhagyta a sorozatot, ezért a 2018-ban útjára indult TCR Európa-kupában talált helyet, a svájci Vuković Motorsportnál egy Renault Mégane RS TCR volánja mögött. Az Oschersleben-i hétvégétől visszalépett, Barcelonában pedig már a PCR Sport csapatával állt fel a rajtrácsa egy Cuprával, Davit Kajaia helyét átvéve. Végül a 31. lett az összetettben 15 ponttal. 
A 2020-as évadra az olasz Target Competition versenyző lett. Az összes fordulóban pontot tudott szerezni, a legutolsó versenyen pedig győzelmet is aratott, ami 2014 óta az első volt. Az összetett elszámolást a 2. helyen zárta Medhi Bennani mögött.
2022 áprilisában bejelentésre került 2022-es visszatérése a bajnokságba és, hogy korábbi csapata, a Sébastien Loeb Racing egy nevezte Cuprával. Szeptember 24-én az utolsó előtti fordulóban, az olaszországi Monzában a nyitóversenyen megnyerte a kvalifikációt, majd a versenyt is, első győzelmét szerezve két év eltelte után. A második felvonáson csupán három körrel a vége előtt egy összeérés után ki kellett állnia, mivel bal hátsó abroncsa leeresztett.

### Elektromos TCR-bajnokság
2021-re a vadonatúj elektromos TCR-bajnokságba igazolt a Hyundai gyári csapatához.

## Eredményei

### Teljes WTCC-s eredménysorozata
| Év   | Csapat                | Autó                    | 1   | 1   | 2   | 2   | 3   | 3   | 4   | 4   | 5   | 5   | 6   | 6   | 7   | 7   | 8   | 8   | 9   | 9   | 10  | 10  | 11  | 11  | 12  | 12  | Helyezés | Pont |
| 2014 | Campos Racing         | SEAT León WTCC          | MAR | MAR | FRA | FRA | HUN | HUN | SVK | SVK | AUT | AUT | RUS | RUS | BEL | BEL | ARG | ARG | BEI | BEI | CHN | CHN | JPN | JPN | MAC | MAC | 18.      | 4    |
| ---- | --------------------- | ----------------------- | --- | --- | --- | --- | --- | --- | --- | --- | --- | --- | --- | --- | --- | --- | --- | --- | --- | --- | --- | --- | --- | --- | --- | --- | -------- | ---- |
| 2014 | Campos Racing         | SEAT León WTCC          | 14  | 8   | 18  | Ki  | 16  | 16  | 18  | T   | 16  | 13  | 18  | 15  | 19  | 19  | 16  | 15  | 13  | 15  | 14  | 15  | 16  | 14  | 16  | 12  | 18.      | 4    |
| 2015 | Campos Racing         | Chevrolet RML Cruze TC1 | ARG | ARG | MAR | MAR | HUN | HUN | GER | GER | RUS | RUS | SVK | SVK | FRA | FRA | POR | POR | JPN | JPN | CHN | CHN | THA | THA | QAT | QAT | 18.      | 6    |
| 2015 | Campos Racing         | Chevrolet RML Cruze TC1 | Ki  | 12  | 13  | 8   | 13  | 11  | 12  | 10  | Ki  | 15  | 12  | 14  | 15  | 13  | 15  | 14  | 13  | 11  | Ki  | 10  | Ki  | 11  | 14  | 15  | 18.      | 6    |
| 2016 | Campos Racing         | Chevrolet RML Cruze TC1 | FRA | FRA | SVK | SVK | HUN | HUN | MAR | MAR | GER | GER | RUS | RUS | POR | POR | ARG | ARG | JPN | JPN | CHN | CHN | THA | THA | QAT | QAT | 18.      | 9    |
| 2016 | Campos Racing         | Chevrolet RML Cruze TC1 | 12  | 12  | 14  | 10  | 8   | 12  | Ki  | 9   | Ki  | 12  | 11  | 14  | 15  | 14  | 10  | 10  | 14  | 16  | Ki  | 15  | 14  | 13  |     |     | 18.      | 9    |
| 2017 | Sébastien Loeb Racing | Citroën C-Elysée WTCC   | MAR | MAR | ITA | ITA | HUN | HUN | GER | GER | POR | POR | ARG | ARG | CHN | CHN | JPN | JPN | MAC | MAC | QAT | QAT |     |     |     |     | 12.      | 48   |
| 2017 | Sébastien Loeb Racing | Citroën C-Elysée WTCC   | Hn  | 11  | 7   | 10  | 14† | 11  | 10  | 10  | 10  | 10  | 8   | 12  | 4   | 6   | 12  | 9   | 11  | 16  | 4   | 9   |     |     |     |     | 12.      | 48   |

### Teljes WTCR-es eredménysorozata
| 10 | 17 | 11 | Ki | 13 | Ki | 16 | Hn | 20 | 15 | 10 | 14 | Ki | 12 | 16† | 18 | 5 | Ki | Ki | Ki | 20† | 16 | Ki | Ki | 20 | 22† | 12 | Ki | 11 | 23† |

### Teljes TCR Európa-kupa eredménysorozata
| Év   | Csapat                | Autó                       | 1   | 1   | 2   | 2   | 3   | 3   | 4   | 4   | 5   | 5   | 6    | 6   | 7   | 7   | Helyezés | Pont |
| 2019 | Vuković Motorsport    | Renault Mégane RS TCR      | HUN | HUN | HOC | HOC | SPA | SPA | RBR | RBR | OSC | OSC | CAT  | CAT | MNZ | MNZ | 31.      | 15   |
| ---- | --------------------- | -------------------------- | --- | --- | --- | --- | --- | --- | --- | --- | --- | --- | ---- | --- | --- | --- | -------- | ---- |
| 2019 | Vuković Motorsport    | Renault Mégane RS TCR      | 13  | Ki  | 15  | 18  | 22  | 17  | Ki  | Ki  | Vi  | Vi  |      |     |     |     | 31.      | 15   |
| 2019 | PCR Sport             | Cupra León TCR             |     |     |     |     |     |     |     |     |     |     | 27†  | Ki  | 11  | 17  | 31.      | 15   |
| 2020 | Target Competition    | Hyundai i30 N TCR          | LEC | LEC | ZOL | ZOL | MNZ | MNZ | CAT | CAT | SPA | SPA | JAR  | JAR |     |     | 2.       | 257  |
| 2020 | Target Competition    | Hyundai i30 N TCR          | 31  | 7   | 12  | 9   | 510 | 9   | 8   | 10  | 53  | 3   | 1110 | 1   |     |     | 2.       | 257  |
| 2022 | Sébastien Loeb Racing | Cupra León Competición TCR | ALG | ALG | LEC | LEC | SPA | SPA | NOR | NOR | NÜR | NÜR | MNZ  | MNZ | CAT | CAT | 10.      | 202  |
| 2022 | Sébastien Loeb Racing | Cupra León Competición TCR | 10  | 4   | 4   | 6   | 12  | 15  | 7   | 10  | 9   | T   | 1    | 22† | 11  | Ki  | 10.      | 202  |
| 2023 | Comtoyou Racing       | Audi RS 3 LMS TCR          | ALG | ALG | PAU | PAU | SPA | SPA | HUN | HUN | LEC | LEC | MNZ  | MNZ | CAT | CAT | 2.*      | 249  |
| 2023 | Comtoyou Racing       | Audi RS 3 LMS TCR          | 13  | 2   | 7   | 3   | 34  | 1   | 56  | 6   |     |     |      |     |     |     | 2.*      | 249  |

† A versenyt nem fejezte be, de helyezését értékelték, mert a versenytáv több, mint 75%-át teljesítette.

### Teljes Elektromos TCR-bajnokság eredménysorozata
| 7 | 8 | 11 | 7 | 11 |

### Teljes TCR-világsorozat eredménysorozata
(Táblázat értelmezése)

(Félkövér: pole-pozícióból indult; dőlt: leggyorsabb kört futott) 

| 9 | 9 | 10 | 1 | 10 | Ki | 14 | 14 |  |  |  |  |  |  |  |  |  |  |  |  |